# Agoudim
Agoudim (franska: Agoudim (CR), Agoudim (Commune Rurale), arabiska: ميدلت (البلدية)) är en kommun i Marocko.   Den ligger i provinsen Midelt och regionen Drâa-Tafilalet, 250 km sydost om huvudstaden Rabat. Antalet invånare är 4 431.